# Sulzthal
Sulzthal település Németországban, azon belül Bajorországban. Lakosainak száma 900 fő (2023. december 31.). Sulzthal Poppenhausen, Wasserlosen és Ramsthal községekkel határos.

## Népesség
A település népessége az elmúlt években az alábbi módon változott:
| Lakosok száma | 853  | 1008 | 940  | 859  | 871  | 872  | 845  | 825  | 879  | 900  |
|               | 1875 | 1950 | 1975 | 1987 | 2012 | 2014 | 2016 | 2017 | 2021 | 2023 |